# 솔란지 놀스
솔란지 피아제 놀스(영어: Solange Piaget Knowles, 1986년 6월 24일 ~ )는 미국의 가수, 송라이터, 음악 프로듀서, 퍼포먼트 아티스트이자 배우이다. 어렸을 때부터 음악에 대한 관심을 가지고 있었으며, 아버지인 매튜 놀스가 소유한 뮤직 월드 엔터테인먼트 레이블과 계약하기 전에는 언니 비욘세 놀스가 소속되어 있는 걸그룹 데스티니스 차일드의 백업 댄서로 몇 차례 임시 활동을 하기도 하였다. 16살이 되던 2002년에 첫 번째 정규 음반인 “Solo Star”를 발매하였다. 2005년부터 2007년까지는 비디오 영화 Bring It On: All or Nothing(2006)을 포함해 여러 작품에 출연하였으며, 비욘세와 데스티니스 차일드 그룹의 멤버였던 켈리 롤런드와 미셸 윌리엄스를 위해 노래를 만들어주기도 하였다.

## 음반 목록
- Solo Star (2002)
- Sol-Angel and the Hadley St. Dreams (2008)
- A Seat At The Table (2016)
- When I Get Home (2019)